# Duke Energy
Duke Energy Corporation è una holding americana di energia elettrica con sede a Charlotte, nel North Carolina.

## Panoramica
Con sede a Charlotte, nella Carolina del Nord, Duke Energy possiede 58.200 megawatt di carico di base e picco di generazione negli Stati Uniti, che distribuisce ai suoi 7,2 milioni di clienti. L'azienda ha circa 29.000 dipendenti. Il territorio di servizio di Duke Energy copre 104 000 miglia quadre (270 000 km²) con 250.200 miglia (402,700 km) di linee di distribuzione. Quasi tutta la generazione del Midwest di Duke Energy proviene da carbone, gas naturale o petrolio, mentre metà della sua generazione di Carolina proviene dalle sue centrali nucleari. Durante il 2006, Duke Energy ha generato 148.798.332 megawatt/ora di energia elettrica.
Duke Energy Renewable Services (DERS), una sussidiaria di Duke Energy, è specializzata nello sviluppo, proprietà e funzionamento di vari impianti di generazione negli Stati Uniti. Questo segmento dell'azienda gestisce 1.700 megawatt di generazione. 240 megawatt di generazione eolica erano in costruzione e 1.500 ulteriori megawatt di generazione eolica erano in fase di pianificazione. Il 9 settembre 2008, DERS ha aggiornato le sue proiezioni per la futura capacità eolica . Entro la fine del 2008, avrebbe oltre 500 MW di capacità nominale di energia eolica online e ulteriori 5.000 MW in fase di sviluppo.
Duke Energy ha un record ambientale controverso.

### Controllate
- Duke Energy Carolinas
- Duke Energy Ohio (ex Cincinnati Gas & Electric Company, via Cinergy)
- Duke Energy Kentucky (precedentemente Union Light, Heat & Power, tramite Cinergy)
- Duke Energy Indiana (ex Public Service Indiana, via Cinergy)
- Duke Energy Florida (precedentemente Florida Power Company, tramite Progress Energy)
- Duke Energy Progress (precedentemente Carolina Power and Light, tramite Progress Energy)
- Duke Energy Renewables
- Duke Energy Retail
- Duke Energy International

## Storia
L'azienda iniziò nel 1900 come Catawba Power Company quando il dottor Walker Gill Wylie e suo fratello finanziarono la costruzione di una centrale idroelettrica a India Hook Shoals lungo il fiume Catawba vicino a India Hook, nella Carolina del Sud . Avendo bisogno di ulteriori finanziamenti per promuovere l'ambizioso piano per la costruzione di una serie di centrali idroelettriche, Wylie convinse James B. Duke e il suo partner James Blaney a investire nella Southern Power Company, fondata nel 1905.
Nel 1917 James Blaney è stato il fondatore della Wateree Power Company che è stata costituita come holding per diverse utility che erano state fondate e/o di proprietà di Duke e i soci di Blaney, e nel 1924 il nome fu cambiato in Duke Power. Nel 1927, la maggior parte delle società controllate, tra cui Southern Power Company, Catawba Power Company, Great Falls Power Company e Western Carolina Power Company furono fuse in Duke Power, sebbene Southern Public Utilities, posseduta al 100% da Duke Power, mantenne una legalmente separata esistenza per la vendita al dettaglio di energia generata da Duke a clienti residenziali e commerciali.
Prima dell'approvazione del Civil Rights Act del 1964, Duke Power aveva una politica esplicita di discriminare apertamente sulla base della razza nell'assunzione e nell'assegnazione di dipendenti nel suo stabilimento di Dan River. Negli anni successivi all'approvazione del Civil Rights Act, Duke Power ha continuato a discriminare razzialmente implementando requisiti di istruzione per l'inserimento lavorativo che non erano direttamente correlati al lavoro svolto. La Corte Suprema ha stabilito in Griggs v. Duke Power Co. che questa politica violava la legge ed era discriminatoria.
Una controversia di lavoro del 1973 tra i minatori e Duke Power è stata oggetto del documentario Harlan County, USA. Il film documenta l'uso di "pistoleri" per intimidire i lavoratori in sciopero.
Nel 1988, Nantahala Power & Light Co., che serviva la Carolina del Nord sud-occidentale, fu acquistata da Duke e ora è gestita con il marchio Duke Power Nantahala Area. Duke Power si è fusa con PanEnergy, una società di gas naturale, nel 1997 per formare Duke Energy. Il nome Duke Power continuò come attività di servizi elettrici di Duke Energy fino alla fusione di Cinergy.
Con l'acquisto di Cinergy Corporation annunciato nel 2005 e completato il 3 aprile 2006, la base clienti di Duke Energy Corporation è cresciuta fino a includere anche gli Stati Uniti del Midwest . La società gestisce centrali nucleari, centrali a carbone, centrali idroelettriche convenzionali, turbine a gas naturale per gestire i picchi di domanda e stoccaggio idrico con pompa. Durante il 2006, Duke Energy ha anche acquisito la Union Gas di Chatham, in Ontario, regolamentata dall'Ontario Energy Board Act (1998).
Il 3 gennaio 2007, Duke Energy ha scorporato l'attività del gas per formare Spectra Energy . Gli azionisti di Duke Energy hanno ricevuto 1 quota di Spectra Energy per ogni 2 azioni di Duke Energy. Dopo lo spin-off, Duke Energy ora riceve la maggior parte delle sue entrate dalle sue attività elettriche in parti del North Carolina, South Carolina, Kentucky, Ohio e Indiana. Lo spin-off di Spectra includeva anche Union Gas, che Duke Energy aveva acquisito l'anno precedente.
Nel 2011, Duke Energy ha collaborato con la comunità dei leader aziendali di Charlotte per aiutare a trasformare Charlotte in una città intelligente (smart city). Il gruppo ha chiamato l'iniziativa "Envision Charlotte". A quel tempo, il gruppo ha deciso un obiettivo per ridurre il consumo di energia nel "nucleo urbano della città del 20 per cento". Per fare ciò, il gruppo si è concentrato sull'apportare modifiche al consumo di energia per edifici commerciali più grandi di 10.000 piedi quadrati (929 m2).
Il 3 luglio 2012, Duke Energy si è fusa con Progress Energy Inc con il nome Duke Energy mantenuto insieme al quartier generale di Charlotte, North Carolina.
Duke ha annunciato il 18 giugno 2013 che il CEO Jim Rogers si sarebbe ritirato e Lynn Good sarebbe diventato il nuovo CEO. Rogers è stato CEO e Presidente dal 2006, mentre Good è stato CFO di Duke dal 2009, dopo essere entrato a far parte di Duke nella fusione di Cinergy del 2006. Il ritiro di Rogers faceva parte di un accordo per terminare un'indagine sull'acquisizione di Duke's Progress Energy nel 2012.
Nel 2016, Duke Energy ha acquistato Piedmont Natural Gas per 4,9 miliardi di dollari per diventare la sua controllata al 100%. Duke Energy ha completato la vendita delle sue rimanenti attività elettriche in Centro e Sud America per $ 1,2 miliardi mesi dopo. Ad un certo punto Duke Energy aveva più di 4.300 megawatt di generazione elettrica in America Latina. Ha gestito otto centrali idroelettriche in Brasile con una capacità installata di 2.307 megawatt.
L'azienda prevede, a partire dal 2017, di spendere 13 miliardi di dollari per aggiornare la rete della Carolina del Nord.

### Nuova centrale nucleare
Il 16 marzo 2006, Duke Power ha annunciato che un sito della contea di Cherokee, nella Carolina del Sud, era stato selezionato per una potenziale nuova centrale nucleare. Il sito è di proprietà congiunta di Duke Power e Southern Company. Duke prevede di sviluppare il sito per due reattori ad acqua pressurizzata AP1000 (passivi avanzati) della Westinghouse Electric Company. Ogni reattore è in grado di produrre circa 1.117 megawatt.
Il 14 dicembre 2007, Duke Power ha presentato una licenza combinata di costruzione e funzionamento alla Nuclear Regulatory Commission, con l'annuncio che spenderà $ 160 milioni nel 2008 per l'impianto con un costo totale da $ 5 miliardi a $ 6 miliardi. L'impianto è stato approvato nel 2016.
Nell'agosto 2017, Duke ha deciso di chiedere l'autorizzazione alla North Carolina Utility Commission per annullare il progetto a causa del fallimento di Westinghouse e di "altre attività di mercato", sebbene manterranno la possibilità di riavviare il progetto in futuro se le circostanze cambieranno.
Questo sito sarebbe stato adiacente al vecchio sito, che non fu mai completato e abbandonato all'inizio degli anni '80, e utilizzato da James Cameron come set cinematografico per The Abyss, film del 1989,
Nel 2018, Duke Energy ha deciso di non includere la nuova energia nucleare nei suoi piani a lungo raggio.

### Edifici della sede centrale

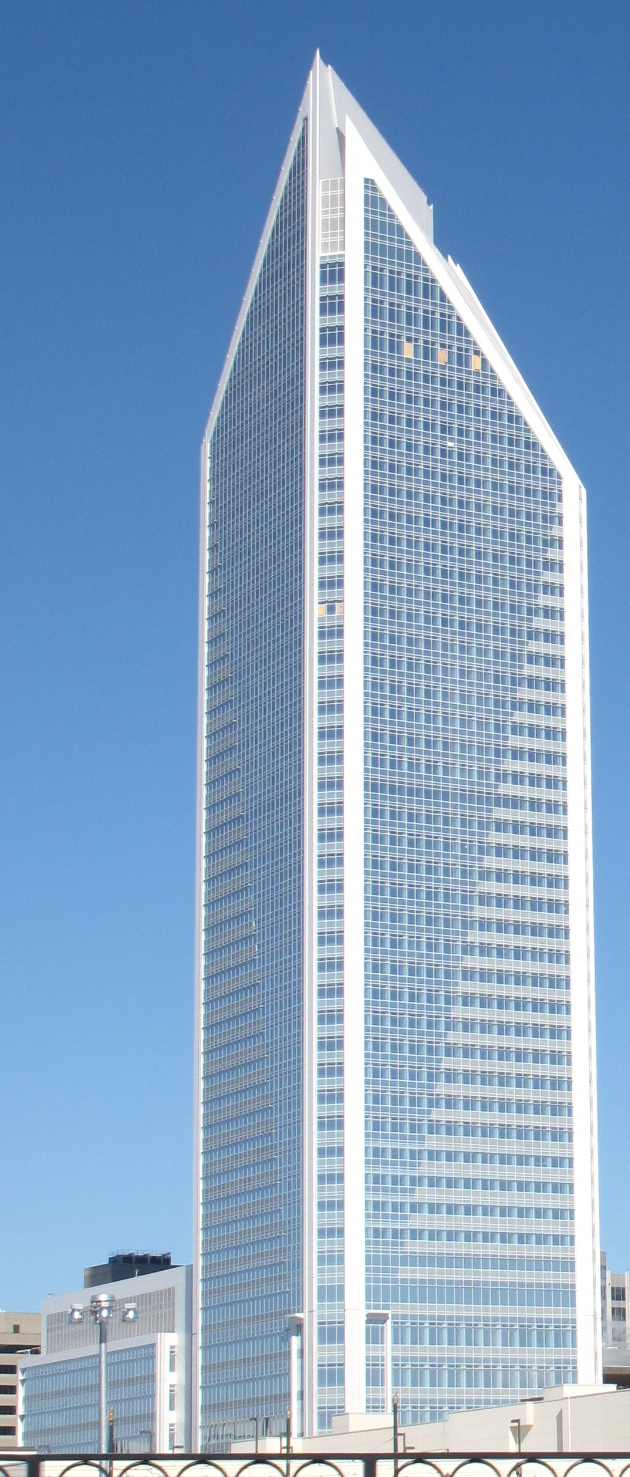
Duke Energy Center a Charlotte, 2010

JA Jones progettò il primo edificio della sede, noto come Power Building, che fu completato nel 1928 al 440 South Church. L'Electric Center al 526 di South Church Street è stato aperto nel 1975 con un'aggiunta nel 1988.
Il Duke Energy Center al 550 South Tryon Street, dall'altra parte della strada, è stato annunciato come sede della società nel 2009 e continuerà a svolgere quel ruolo, anche dopo il completamento di una torre dall'altra parte della strada rispetto alla sede, che dovrebbe aprire nel 2022 . Childress Klein sta sviluppando il nuovo edificio, che consentirà a Duke di vendere i suoi edifici di Church Street e College Street e di terminare il contratto di locazione a 400 South Tryon. Chiamato Charlotte Metro Tower, l'edificio di 40 piani è stato acquistato per un massimo di 675 milioni di dollari da Childress Klein e CGA Capital, nel più grande affare immobiliare nella storia della città, annunciato a dicembre 2019.

## Premi
Duke Energy è stata scelta come uno dei 50 migliori datori di lavoro in America da Business Insider
Nel 2002, Duke Energy ha ricevuto il Premio Ig Nobel per l'economia per "aver adattato il concetto matematico di numeri immaginari per l'uso nel mondo degli affari".

## Critica
A seguito di una fuoriuscita di cenere di carbone del 2 febbraio 2014, che è stata la terza più grande del suo genere nella storia degli Stati Uniti, l'ufficio del procuratore degli Stati Uniti ha aperto un'indagine del gran giurì sui regolatori della Duke Energy e della Carolina del Nord nell'amministrazione del governatore Pat McCrory. McCrory era un dipendente della Duke Energy da 28 anni e i critici hanno detto che la sua amministrazione è intervenuta per conto di Duke per risolvere le cause legali per violazioni ambientali. Il procuratore degli Stati Uniti ha citato in giudizio oltre 20 funzionari dell'amministrazione McCrory e ha chiesto alla Duke ai regolatori i documenti relativi a "investimenti, contanti o altri oggetti di valore".
Il 14 febbraio 2011, Greenpeace ha lanciato una campagna in cui Phil Radford ha invitato Duke Energy a "non rinnovare un solo nuovo contratto per la rimozione del carbone dalle montagne, a fornire almeno un terzo dell'energia di Duke da fonti rinnovabili entro il 2020 e a rinunciare del tutto al carbone entro il 2030". Nel maggio 2013, gli attivisti degli studenti universitari hanno lanciato una campagna di disinvestimento contro Duke Energy e altri operatori di centrali a carbone.
Nel luglio 2012, Duke Energy è stata criticata per aver pagato l'ex CEO di Progress Energy Bill Johnson $ 44 milioni di risarcimento, inclusi $ 10 milioni di licenziamento, per essenzialmente 20 minuti di lavoro come CEO di Duke. Il 10 luglio, il nuovo CEO Jim Rogers ha parlato davanti alla NC Utilities Commission, spiegando il motivo del licenziamento di Johnson come "perdita di fiducia". Ha anche menzionato uno "stile autocratico", anche se alcuni ex direttori di Progress non erano d'accordo.
Nel dicembre 2011, l'organizzazione apartitica Public Campaign ha criticato Duke Energy per aver speso $ 17,47 milioni in attività di lobbismo e non aver pagato alcuna tassa durante il 2008 fino al 2010 e aver ricevuto $ 216 milioni in sconti fiscali, nonostante abbia realizzato un profitto di $ 5,4 miliardi e aumentato la retribuzione dei dirigenti di 145 % a $ 17,2 milioni nel 2010 per i suoi primi 5 dirigenti. L'azienda è diventata oggetto di protesta per i suoi stretti rapporti con il Partito Democratico e per il finanziamento della Convenzione Nazionale Democratica del 2012 .
Nel settembre 2016, il fondo pensione governativo norvegese da 800 miliardi di dollari ha escluso Duke e 3 delle sue controllate, citando "Rischio di gravi danni ambientali".